# Årets idrottare med funktionshinder
Årets idrottare med funktionshinder var en utmärkelse som delades ut under Svenska Idrottsgalan. Priset avskaffades inför Idrottsgalan 2012, då Svenska Handikappidrottsförbundet (nuvarande Svenska Parasportförbundet) inte ville särbehandlas åt något håll.

## Pristagare
| År   | Namn                              | Idrottsgren |
| ---- | --------------------------------- | ----------- |
| 2000 | Håkan Eriksson                    | Friidrott   |
| 2001 | Jonas Jacobsson                   | Sportskytte |
| 2002 | Cecilia Ferm                      | Basket      |
| 2003 | Sveriges herrlandslag             | Goalball    |
| 2004 | Fredrik Andersson & Magnus Andrée | Bordtennis  |
| 2005 | Jonas Jacobsson                   | Sportskytte |
| 2006 | Alexandra Polivanchuk             | Simning     |
| 2007 | Jonas Jacobsson                   | Sportskytte |
| 2008 | Anders Olsson                     | Simning     |
| 2009 | Jonas Jacobsson                   | Sportskytte |
| 2010 | Anders Olsson                     | Simning     |
| 2011 | Anders Olsson                     | Simning     |

### Fotnoter
1. ↑  ”SVT Sport”. 16 september 2011. Arkiverad från originalet den 25 maj 2012. https://archive.is/20120525160028/http://svt.se/2.21335/1.2536626/handikappris_bort_pa_idrottsgalan&from=rss. Läst 16 september 2011.